# Geoffrey Carr
Geoffrey Carr (22. januar 1886 - 13. juli 1969) var en britisk roer fra London.
Carr deltog ved OL 1912 i Stockholm, hvor han som del af den britiske firer med styrmand vandt en sølvmedalje, kun besejret af en båd fra Tyskland i finalen. Han var styrmand i båden, der blev roet af Julius Beresford, Karl Vernon, Charles Rought og Bruce Logan. Det var det eneste OL han deltog i.

## OL-medaljer
- 1912:  Sølv i firer med styrmand